# Johan Mangelsen
Johan Mangelsen (12. september 1694 – 24. februar 1769 i Christiania) var en dansk-norsk officer.
Han var søn af oberst og kommandant på Kongsvinger Marqvard Mangelsen og hans 2. hustru, Ida Sophie Budde, og skal i sin første ungdom have deltaget i «den brabantske Krig», blev 1715 sekondløjtnant ved 2. throndhjemske nationale Infanteriregiment, 1718 karakteriseret kaptajn og generaladjudant-løjtnant hos morbroderen generalmajor Vincents Budde, der var kommanderende general nordenfjælds, samme år premierløjtnant ved regimentet, 1719 kompagnichef, 1728 karakteriseret major, 1733 oberstløjtnant ved 3. throndhjemske nationale Infanteriregiment, 1734 oberst og chef for 2. throndhjemske nationale Infanteriregiment og var fra 1743 medlem af den 1736 nedsatte kommission til undersøgelse og fastsættelse af grænselinjen mellem Norge og Sverige. Med den svenske oberst Klinckowström afsluttede Mangelsen 1751 den endnu gældende grænsetraktat mellem rigerne. Mangelsen, der imidlertid 1749 var blevet generalmajor, dekoreredes 1752 som Ridder af Dannebrog, tog 1755 afsked og fik 1758 generalløjtnants karakter.
Ved sit ægteskab (indgået 1724) med Cathrine f. Bygball (f. 1710 d. 1765), eneste datter af den rige kancelliråd Søren Bygball og Sara Hammond og halvsøster til legatstifteren Thomas Angell, fik Mangelsen betydelige midler. Han var parthaver i og i en række af år ledende medlem af direktionen for Røros Kobberværk, i hvilken egenskab han udfoldede megen virksomhed, der dog senere påstodes ikke ubetinget at have været heldbringende for værket og særlig dets skove, idet driften i denne tid skal have været stærkt forceret. 1758 flyttede Mangelsen fra Trondhjem til Christiania, hvor han efter den i 1757 afdøde generalløjtnant Frederik Ferdinand Hausmann købte dennes, senere under navn af «Mangelsgaarden» kendte, ejendom. Her døde Mangelsen 24. februar 1769. Han skal have haft megen interesse for læsning, særlig historie, men i sin ungdom ikke have erholdt nogen synderlig undervisning; af sprog kunne han således kun dansk og tysk. Han var overordentlig heftig af temperament, men ellers venlig og imødekommende mod alle og i høj grad godgørende.